# Celestino Usuelli
Celestino Usuelli (Milano, 8 aprile 1877 – San Germano Vercellese, 6 aprile 1926) è stato un alpinista, pioniere dell'aviazione e dirigibilista italiano, che dopo essersi particolarmente distinto come pilota di pallone aerostatico, realizzando numerosi record, fu progettista dei dirigibili flosci serie Usuelli impiegati durante la prima guerra mondiale.

## Biografia

### Usuelli alpinista
Nacque a Milano l'8 aprile 1877, viaggiò in India, Cina, Giappone, e intraprese ancora giovanissimo un'intensa attività commerciale in America Latina. Fu presto attratto a scalare le più alte vette delle Ande. Nel 1901 fu il primo alpinista a scalare la vetta del vulcano Chachani (Perù), alto 6.075 metri; nel 1903 fu il secondo a scalare il vulcano ecuadoriano del Chimborazo (m. 6.310).

### Le trasvolate in pallone aerostatico
Tornato in Italia, prese il brevetto di pilota di aerostato, e fu uno dei primi temerari trasvolatori in pallone sferico, inizialmente, con tragici risultati.
Il 2 giugno 1906, infatti, partito da Milano insieme a due amici aeronauti, fu trascinato da un vento di estrema violenza e precipitò nell'Adriatico in tempesta al largo di Ancona, dopo aver percorso 600 km. Egli riuscì a stento a salvarsi, ma i due compagni persero la vita.
Cinque mesi dopo, nell'ambito delle manifestazioni organizzate per la Esposizione Internazionale di Milano, compì la sua più importante impresa, riuscendo per primo a trasvolare le Alpi in pallone aerostatico, partendo dal versante italiano. L'11 novembre 1906, infatti, sorvolò le Alpi insieme con Carlo Crespi, percorrendo in poco più di quattro ore la tratta Milano-Aix-les-Bains. Il pallone si chiamava "Milano". 
Il 5 luglio 1907 raggiunse i 5.700 metri in pallone aerostatico; partecipò poi a varie manifestazioni aerostatiche internazionali, come le edizioni 1908 e 1912 della Coppa Gordon Bennet. In quest'ultima occasione, in coppia con Aldo Finzi, stabilì il record italiano di distanza e durata, percorrendo 1112 km in 28 ore, e classificandosi al decimo posto. Il 5 luglio 1908 raggiunse un'altezza di 7.600 m, e il 30 settembre dello stesso anno andò da Milano a Cannes sorvolando le Alpi.

### I dirigibili Usuelli
Avendo conseguito, il 10 agosto 1910, il brevetto di pilota di dirigibile, negli anni successivi si dedicò alla progettazione e alla costruzione di dirigibili, installando un laboratorio alla Bovisa, nella periferia di Milano. Tra le sue realizzazioni si ricordano l'U.3, dirigibile floscio del 1914, progettato per l'addestramento dei dirigibilisti, e l'U.4, per la lotta ai sommergibili.

### La tragedia del dirigibileU.5
Tuttavia, come costruttore di dirigibili, ebbe minor fortuna che come pilota. I dirigibili della serie U (Usuelli), infatti, non hanno oggettivamente dato prova di funzionalità. L'U.1 e l''U.2 furono trascinati dalla furia dei temporali mentre erano ormeggiati a terra; l'U.3 fu ritirato dall'attività prima dello scoppio della prima guerra mondiale, dopo aver subito il medesimo destino dei due precedenti, pur essendo stato recuperato intatto; l'U.4 fu utilizzato solo a titolo sperimentale, senza essere stato mai impiegato in operazioni belliche. L'U.5, dopo aver effettuato 69 ascensioni, precipitò al suolo il 2 maggio 1918 presso Castellina Marittima causando la morte dei cinque membri dell'equipaggio.
La Commissione d'inchiesta, inizialmente orientata nell'attribuire la responsabilità al costruttore per un oggettivo cedimento strutturale dell'aeronave, dopo aver acquisito una relazione dello stesso Usuelli, si astenne dal pronunciarsi definitivamente sulla causa del disastro. Dopo tale evento cruento, tuttavia, i dirigibili della serie U furono ritirati dalle operazioni.

### La prematura scomparsa
Proseguì nella sua attività di costruttore e, nel 1919, a Roma, insieme a Umberto Nobile, Eugenio Prassone e Gaetano Arturo Crocco, realizzò il dirigibile T34, che riuscì a vendere negli Stati Uniti d'America. Nel corso del 1919 fu nominato Vicepresidente dell'Associazione Nazionale Piloti, e nel 1922 progettò e realizzò un paracadute che fu sperimentato da Segré. Nel 1923 fu Delegato alla Conferenza Internazionale Aeronautica di Göteborg, e nel 1924 fu nominato Vicepresidente dell'Aero Club d'Italia. Nel 1925 progettò un'aeronave più grande, il T120, da 120.000 metri cubi, destinata alla traversata transpolare e transatlantica del sud. Perse la vita a soli quarantanove anni in un incidente automobilistico avvenuto il 6 aprile 1926 a San Germano Vercellese.

### Fonti
1. 1 2 3 4 5 6 7 8 9  Mancini 1936, p. 591.
2. ↑  Aerostati Italiani.
3. ↑  Breve storia dell'aerostatica italiana. Ottocento e novecento.
4. ↑  Fénéon 2019, p. 130.
5. 1 2 3  Di Martino 2005, pp. 359-360.
6. ↑  Di Martino 2005, pp. 361-362.
7. ↑  Quirici, Gori 1986, pp. 61-63.